# Wolfgang Eismann
Wolfgang Eismann (* 31. Oktober 1942 in Elbing) ist ein deutscher Slawist.

## Leben
Er studierte Slawistik und Germanistik in Saarbrücken und Sarajevo. Nach der Promotion 1968 mit einer Arbeit aus dem Bereich der älteren südslawischen Übersetzungsliteratur und der Habilitation 1979 in Mannheim mit einer Arbeit über Theorien zur Sprache der schönen Literatur in Russland ist er seit Oktober 1988 Professor am Institut für Slawistik in Graz (emeritiert seit Oktober 2009).
Seine Forschungsschwerpunkte sind slawische Kultur- und Geistesgeschichte, insbesondere Russlands und der südslawischen Länder, russische, bosnische, kroatische und serbische Literatur, Theorie der sog. kleinen Formen und slawische Phraseologie und Parömiologie.

## Schriften (Auswahl)
- mit Martina Steiger, Renate Hansen-Kokoruš, Brigitte Greiner und Jürgen Petermann: Literatur im Russischunterricht. Bestandsaufnahme, Empfehlungen und Bibliographie für den Russischlehrer. München 1982, ISBN 3-87690-206-1.
- Von der Volkskunst zur proletarischen Kunst. Theorien zur Sprache der Literatur in Russland und der Sowjetunion. München 1986, ISBN 3-87690-354-8.
- (Hrsg.): EUROPHAS 95. Europäische Phraseologie im Vergleich: gemeinsames Erbe und kulturelle Vielfalt. Bochum 1998, ISBN 3-8196-0567-3.
- mit Peter Deutschmann (Hrsg.): Kultur – Wissenschaft – Russland. Beiträge zum Verhältnis von Kultur und Wissenschaft aus slawistischer Sicht. Frankfurt am Main 2000, ISBN 3-631-35852-0.
- Bild, Phrase, Stereotyp. Beiträge zu Sprache und Literatur, Kunst und Kultur. Baltmannsweiler 2023, ISBN 978-3-98649-016-4.